# Eva-Maria Popp
Eva-Maria Popp (* 1958 in Regen) ist eine deutsche Autorin, Kolumnistin, Vortragsrednerin und Dozentin.

## Werdegang
Popp studierte Pädagogik mit dem Schwerpunkt Erwachsenenbildung an der Universität Regensburg und schloss dieses Studium 1983 mit dem Diplom ab. Sprecherziehung und Kommunikation, Psychologie sowie Theologie ergänzten das Studium. Durch ihre Studienrichtung, aber auch durch ihren eigenen Weg als berufstätige Mutter von drei Kindern, engagiert sie sich besonders für Softskillthemen im Bereich Wirtschaft und Gesellschaft. 1986 bis 1998 war sie als Dozentin an der Fachakademie für Sozialpädagogik in Mühldorf tätig. 1998 gründete sie ein Beratungsunternehmen für soziale Themen. Im Jahr 2005 gründete sie den Verlag Basic Erfolgsmanagement, den sie Ende 2022 verkauft hat. Von 2017 reiste sie mit dem Altbundespräsident Christian Wulff in die Arabische Welt. Popp ist seit 2019 Mitglied im Stadtrat ihrer Heimatstadt Eggenfelden und Mitglied im Kreisrat des Landkreises Rottal-Inn.
Von 2015 bis 2022 war Popp Chefredakteurin der Zeitschrift WIA – Wohlfühlen im Alter, von 2017 bis 2018 hat sie für die Zeitschrift die geWINnerin (Women in Network) gearbeitet.
Von 2016 bis 2018 war sie Kolumnistin für die Frauenzeitschrift Neue Post mit einer wöchentlich erscheinend Kolumne „Tipps fürs kleine Glück“.
Insgesamt hat Popp sieben Werke in Fremdverlagen sowie 20 Bücher im eigenen Verlag zu Themen wie „Erfolg und Karriere“,„Glück und Lebensfreude“ „Frauen und Beruf“, „Demenz und selbstbestimmtes Altern“ und „Pflege und Beruf“ sowie Kinderbücher über soziale und kulturelle Themen veröffentlicht. 
Popp ist verheiratet und hat drei Kinder.

## Medienpräsenz
Das Regionalfernsehen Landshut (ehem. Privatsender rfl) widmete 2008 bis 2010 dem Thema Vereinbarkeit von Familie und Beruf eine zwölfteilige Fernsehserie mit Popp als Expertin zum Thema „Familie aktiv und kreativ“. Als Expertin zu Familien- und Frauenthemen sowie zu Themen um ihre Bücher wurde sie zu Interviews und Podiumsdiskussionen in der Sendung Brisant (ARD), Mona Lisa (ZDF), Fakt ist! (mdr), quer (BR), isarTV und ORF 2 eingeladen. ARD BRISANT (Sendung vom 1. Mai 2016) berichtete über Erzherzog Markus von Habsburg-Lothringen im Gespräch mit Popp über ihr Kinderbuch Kaiser für Kinder in der Kaiservilla in Bad Ischl.
Popp wurde von Print-Medien wie !derivate Magazin, RREC-Magazin, Aachener Zeitung, Schweriner Volkszeitung, Rhein-Neckar-Zeitung, PNP (Passauer Neue Presse), Westdeutsche Allgemeine Zeitung (WAZ), Wochenblatt m, LOB Magazin, Stern, Augsburger Allgemeine, Freundin, Bild der Wissenschaft, Playboy, Mittelbayerische Zeitung, IN-Magazin, Neue Post als Expertin zu sozial-relevanten Themen befragt.

## Auszeichnungen
Seit 2011 unterstützt Popp ein Betreuungs- und Beschäftigungskonzept für Menschen mit Demenz. Diese Arbeit brachte sie auch in die Türkei, wo sie 2013 Vorträge über das Thema Demenz (Bericht in Soma Karaelmas, türkische Zeitung vom 16. März 2016 und PNP – Wirtschaft / 6. Juni 2013 von Ariane P. Freier.) hielt und ihr dadurch zwei Auszeichnungen (Zafer-Pokal „Sieger“ und die Ehrenmitgliedsnadel der Frauensektion der Cumhuriyet Halk Partisi) zugesprochen wurden.

## Publikationen (Auswahl)
- Pflege und Beruf unter einen Hut. Wehrfritz, Bad Rodach 2013, ISBN 978-3-941805-41-5
- Das Scheidungs-Entscheidungsbuch. booksun Verlag Stuttgart 2014, ISBN 978-3-941527-04-1
- Ja, ich schaffe es! Familie und Beruf unter einen Hut. booksun Verlag Stuttgart 2014, ISBN 978-3-941527-27-0
- Demenz, ist das ein Tier wie Krebs? Mit Kindern über Demenz reden. Verlag Modernes Leben, 2015, ISBN 978-3-8080-0755-6
- Chefsache Diversity Management. Springer Gabler, 2016, ISBN 978-3-658-12656-8
- STIMMT! 100 Jahre Frauenwahlrecht Tausche #me too gegen Yes, I can. Basic Erfolgsmanagement, 2018, ISBN 978-3-944987-15-6
- Vergiss das Schöne nicht – Mit Lebensfreude Krisen meistern. Herder Verlag 2023 ISBN 978-3-451-39614-4
- Glück und Segen für ein ganzes Jahr. Herder Verlag, 2024, ISBN 978-3-451-60141-5